# Earl Cureton
Earl Cureton (Detroit, 3 settembre 1957 – Detroit, 4 febbraio 2024) è stato un cestista e allenatore di pallacanestro statunitense, professionista nella NBA, in Italia e in Francia.

## Carriera
Fu selezionato dai Philadelphia 76ers al terzo giro del Draft NBA 1979 (58ª scelta assoluta).

## Palmarès

### Giocatore
- Campionato NBA: 2

Philadelphia 76ers: 1983
Houston Rockets: 1994
- All-USBL First Team (1991)

### Allenatore
- Campione ABA 2000 (2004)
- ABA Coach of the Year (2004)